# Нестанишки (Сморгонский район)
Нестанишки (бел. Няста́нішкі) — деревня в Сморгонском районе Гродненской области Республики Беларусь. В составе Жодишковского сельсовета.

## География
Пролегает автомобильная дорога Н-6750.
Ближайшие населённые пункты Коробки, Римшиненты и др.

## Этимология
Стен, Стан или Стейна (Sten, Stean, Steina) — имя германского происхождения.
Еще этнограф и языковед Евфимий Карский обращал внимание на то, что в латышской Курляндии, «большинство белорусских населённых мест заканчиваются на -ишки», позже в русле политики литовизации подобные топонимы на -ишки обозначили как «исторически балтийские» и даже «типично литовские». Тем временем минский исследователь Алехна Дайлида отмечает, что «в восточногерманских языках был расширен суффикс -isk-: таким порядком, так называемая «линия Сафаревича» (граница превосходства поселений с названиями на -ишки в Понемонье) не обязательно связана с балтами».

## История

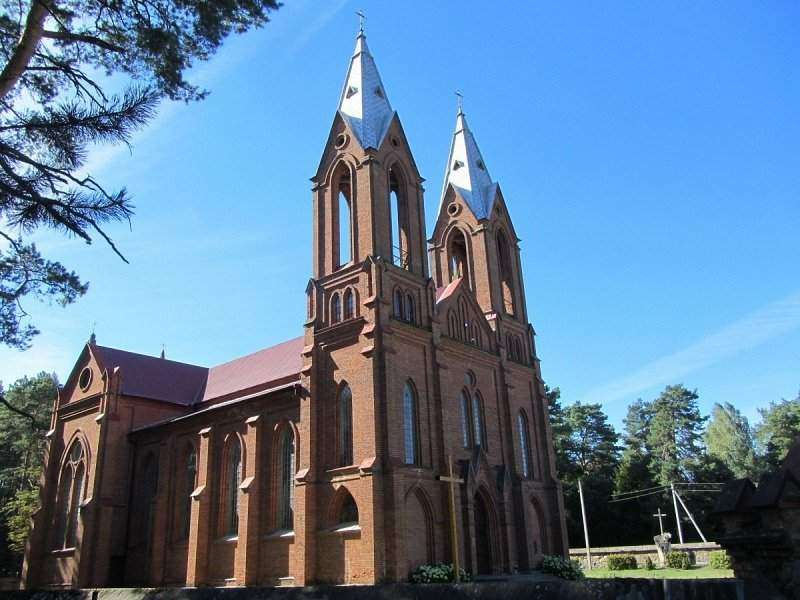
Костёл Матери Божией Доброго Совета

Известна с начала XVII в. в Ошмянском уезде Виленского воеводства Великого Княжества Литовского.
Во время русско-французской войны 1812 года около деревни через Вилию переправлялись французские войска. В 1867 году открыто земское народное училище.
В 1905 году в Вишневской волости Свенцянского уезда Виленской губернии.
В 1940—1954 годах центр Нестанишковского сельсовета. До 16 июля 1960 года деревня входила в состав Лылойтинского сельсовета, до 17 ноября 1986 года — в состав Сыроваткинского сельсовета, до 28 марта 2016 года — в состав Лылойтинского сельсовета.

## Население

### Численность
- 2009 год — 72 жителей

### Динамика
- 1999 год — 107 жителей (перепись населения)
- 2009 год — 72 жителей (перепись населения)[7]

## Достопримечательность
- Костёл Матери Божией Доброго Совета (1905—1911), д. Нестанишки, 5а —  Историко-культурная ценность Республики Беларусь, шифр 413Г000712.

### Утраченное наследие
- Лямус (XVIII — первая половина XX в.). Здание, которое существовало в деревне в XVIII — первой половине XX в.